# Karol Rotner
Karol Rotner (in ebraico קרול רוטנר‎?; 8 marzo 1948) è un ex calciatore romeno naturalizzato israeliano, di ruolo difensore.

## Carriera
Nativo della Romania, gioca nel Maccabi Haifa dal 1965 al 1987, vincendo due campionati israeliani, una Supercoppa d'Israele e la Coppa Intertoto 1985.
Unica sua esperienza professionale lontano dai verdi di Haifa la vive nella primavera-estate 1973, quando nell'aprile di quell'anno si trasferisce negli Stati Uniti d'America per giocare nei N.Y. Cosmos, franchigia della North American Soccer League, venendo però già svincolato alla fine del giugno seguente.

## Palmarès

### Competizioni nazionali
- Campionato israeliano: 2

Maccabi Haifa: 1983-1984, 1984-1985
- Supercoppa d'Israele: 1

Maccabi Haifa 1985

### Competizioni internazionali
- Coppa Intertoto UEFA: 1

Maccabi Haifa: 1985